# Cometes laetificus
Cometes laetificus là một loài bọ cánh cứng trong họ Cerambycidae.